# تاريخ جمهورية الدومينيكان

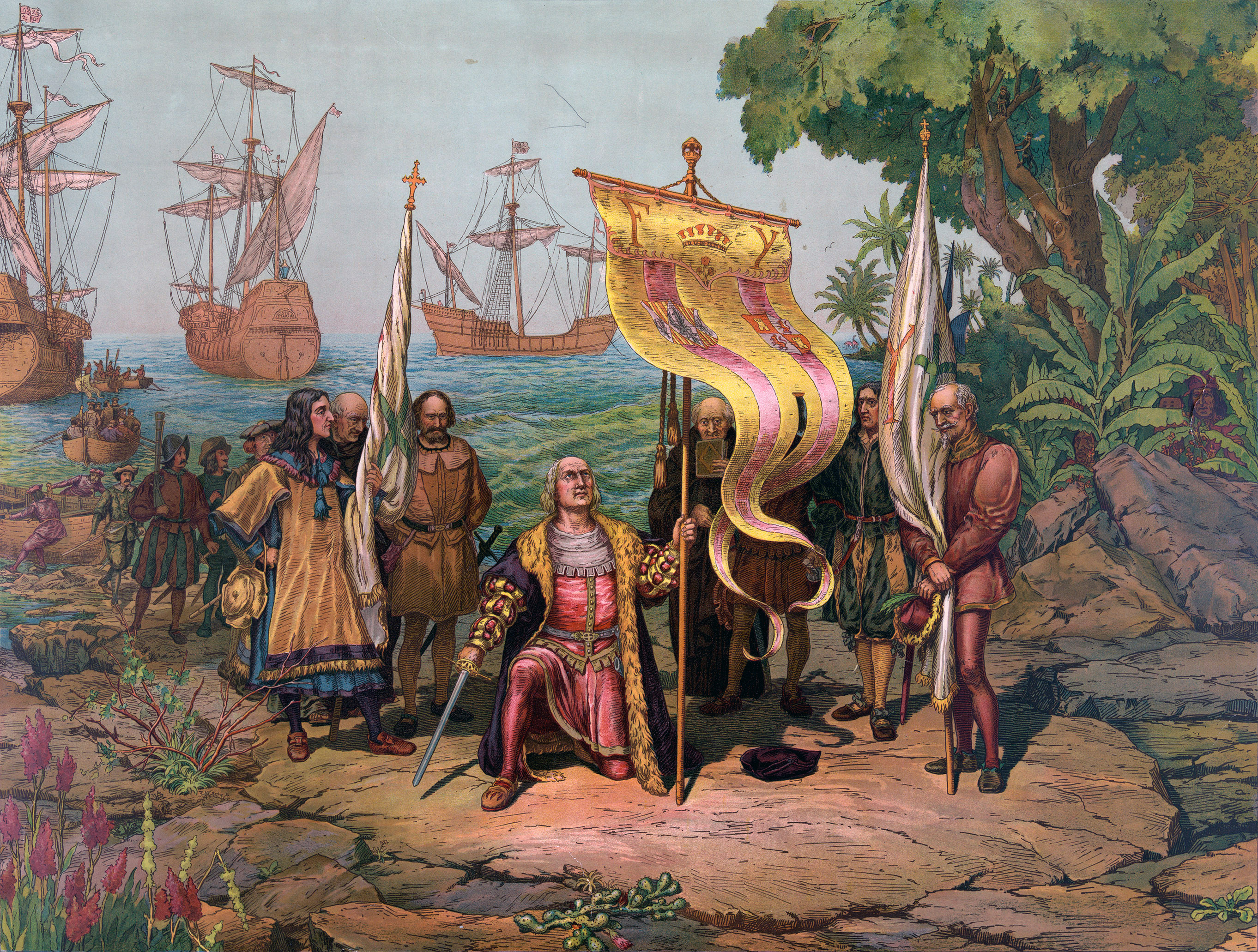
وصول كريستوفر كولومبوس

بدأ التاريخ المسجل لجمهورية الدومينيكان عندما وصل الملاح المولود في جنوة كريستوفر كولومبوس، والعامل لصالح التاج الإسباني، إلى منطقة في غرب المحيط الأطلنطي والتي أصبحت تُعرف لاحقًا باسم منطقة الكاريبي. سُكنت هذه المنطقة من قبل التاينو وهم شعب الأراواكان والذين أطلقوا على جزيرتهم عدة أسماء آياتي وبوهيو وكيسكيا. ادعى كولومبوس على الفور تبعية الجزيرة للتاج الإسباني مسميًا إياها الجزيرة الإسبانية (الهيسبانيولا). ما سيُصبح لاحقًا جمهورية الدومينيكان هو الرئاسة العامة الإسبانية لسانتو دومينغو حتى عام 1821، باستثناء الفترة ما بين 1759 حتى 1809 التي كانت فيها سانتو دومينغو مستعمرةً فرنسية. أصبحت سانتو دومينغو بعد ذلك هيسبانيولا (جزيرة إسبانية) موحدة مع هاييتي من عام 1822 حتى عام 1844. في عام 1844، أعلن استقلال الدومينيكان وحافظت الجمهورية على استقلالها، والتي كانت تُعرف باسم سانتو دومينغو حتى بدايات القرن العشرين، باستنثاء فترة احتلال إسباني قصير بين عامي 1861 و1865 واحتلال من قبل الولايات المتحدة من عام 1916 حتى عام 1924.

## التاريخ ما قبل الإسباني
أطلق شعب التاينو على الجزيرة اسم كيسكيا (أم كل الجزر) وآيتي (أرض الجبال المرتفعة). في الوقت الذي وصل فيه كولومبوس عام 1492، كانت منطقة الجزيرة تتكون من خمس مشيخات: مارين وماغوا وماغوانا وخاراغوا وهيغوي. حُكمت هذه المشيخات بالتريب من قبل الكاسيكي (شيخ القبيلة) غواكاناغاريكس وغواريونيكس وكاونابو وبوهيشيو كاياكوا.

## المستعمرة الإسبانية 1492-1795

### وصول الإسبان
وصل كريستوفر كولومبوس إلى جزيرة هيسبانيولا في رحلته الأولى في ديسمبر عام 1492. في رحلة كولومبوس الثانية عام 1493، بُنيت مستعمرة لا إيزابيلا على الساحل الشمالي الغربي. فشلت مستعمرة إيزابيلا تقريبًا بسبب الجوع والأمراض. في عام 1496 بُنيت سانتو دومينغو وأصبحت العاصمة الجديدة. أقيمت أول كنيسة في العالم الجديد، ولعدة عقود كانت سانتو دومينغو القلب الإشرافي للإمبراطورية المتوسعة. قبل أن يسعوا إلى مساعيهم المزدهرة، عاش رجال مثل هيرنان كورتيس وفرانشيسكو بيزارو وعملوا في سانتو دومينغو.
هاجم كاونابو، قائد ماغوانا إحدى مناطق التاينو الجغرافية الخمسة على الهيسبانيولا، كولومبوس في الثالث عشر من يناير عام 1493. بعد إطلاق السهام وجرح عدد من الإسبان، أوقف التاينو مجموعة من حمولات الغزاة من أجل رحلة عودة كولومبوس إلى إسبانيا. ضرب كاونابو من جديد عندما هاجمت قواته وأحرقت قلعةً بناها كولومبوس مرديةً أربعين إسباني. خلال رحلة كولومبوس الأخيرة عام 1495، نظم قائد التاينو غواريونيكس، مدعومًا من كاونابو وقادة آخرين للتاينو، معركة لا فيغا ريال ضد الإسبان عام 1495. بينما قاتل أكثر من عشرة آلاف من التاينو ضد الإسبان، إلا أنهم خضعوا لقوة السلاح الإسباني.
عندما هاجم غواريونيكس الإسبان مرةً أخرى عام 1497 اعتُقل هو وكاونابو ورُحلا إلى إسبانيا؛ مات كاونابو خلال الرحلة -وفقًا للأسطورة من الغضب- وأغرِق غواريونيكس. انتقلت آناكاونا زوجة غواريونيكس إلى قسم الخاراغوا حيث كان أخوها بوهيشيو كاسيكي تلك المنطقة. بعد موت بوهيشيو، أصبحت آناكاونا كاسيكي المنطقة ومن ثم قدمت ملاذًا ومساعدةً للتاينو والأفارقة الهاربين والمستعبدين.

مات مئة ألف من شعب التاينو في الفترة ما بين عامي 1494-1496، مات نصفهم بإرادتهم من خلال التجويع الذاتي والسم والقفز من الجروف وغيرها من الطرق. كتب بارتولومي دي لاس كاساس الغازي الذي تحول إلى كاهن شهادةً تاريخية شاهدها بأم عينه عن الغارة الإسبانية على جزيرة هيسبانيولا وعن سوء التصرف الوحشي للغزاة الإسبان قائلًا:
«باتجاه أرض المنبوذين الوادعين قدم بعض الإسبان الذين تصرفوا مباشرةً مثل الوحوش البرية الطامعة؛ ذئاب أو نمور أو أسود جُوعت لأيام عدة. ولم يتصرف الإسبان بغير تلك الطريقة خلال الأربعين عام الماضية وحتى الوقت الحالي، مثل الوحوش الضارية؛ يقتلون ويُرهبون ويبتلون ويعذبون ويدمرون سكان المنطقة الأصليين، فاعلين ذلك بأغرب وأكثر طرق الوحشية تنوعًا».

### القرن السادس عشر
استُعبد مئات آلاف التاينو المقيمين على الجزيرة للعمل في مناجم الذهب. نتيجةً للأمراض والعمالة الإجبارية والمجاعة والقتل الشامل، بحلول عام 1508 بقي ستون ألف من التاينو على قيد الحياة فقط. في عام 1501، أعطى ملوك إسبانيا فيرديناند الأول وإيزابيلا الإذن للمستعمرين باستيراد العبيد الأفارقة الذين بدأوا بالوصول إلى الجزيرة عام 1503. اشتُري السود المستعبدون في البداية من لشبونة في البرتغال. نقل بعضهم إلى هناك من ساحل غينيا في غرب إفريقيا والآخرون وُلدوا وترعرعوا في إسبانيا أو البرتغال. كانت مناطق جنوب إسبانيا والبرتغال متعددة الإثنيات والأعراق قبل أن يكتشف الإسبان والبرتغاليون العالم الجديد، وشارك العديد من الأفارقة والأحرار والمستعبدون، في غزو واحتلال الأمريكيتين من قبل شبه الجزيرة الإيبيرية.
وصلت أول شحنة كبيرة، عام 1510، مؤلفة من 250 من اللادينوس السود، إلى هيسبانيولا من إسبانيا. بعد ثماني سنوات وصل العبيد المولودون في إفريقيا إلى جزر الهند الغربية. كان العديد من الأفارقة المحشورون بقسوة على سفن الرقيق هم الخاسرون في حروب إفريقيا غير المنتهية أبدًا. اختطف الآخرون من الساحل أو أخذوا من القرى الداخلية. نُظمت مستعمرة سانتو دومينغو بصفتها الأودينسيا الملكية في سانتو دومينغو عام 1511. قُدم قصب السكر إلى الهيسبانيولا من جزر الكناري، وأنشئت أول معصرة للسكر في العالم الجديد عام 1516، في هيسبانيولا. أدت الحاجة إلى قوة عاملة لتلبية الطلبات المتزايدة لزراعة قصب السكر إلى زيادة كبيرة في استيراد العبيد على مدى العقدين التاليين. سرعان ما شكل أصحاب معاصر السكر نخبةً استعمارية جديدة وأقنعوا الملك الإسباني بالسماح لهم بانتخاب أعضاء الأودينسيا الملكية من صفوفهم. اعتاش المستَعْمَرون الفقراء من خلال صيد قطعان الأبقار البرية التي كانت تجوب أنحاء الجزيرة وبيع جلودها. بلغ عدد السكان المستعبدين ما بين عشرين وثلاثين ألفًا في منتصف القرن السادس عشر، وكان من بينهم عمال المناجم والمزارع ومربو المواشي والعمال المنزليون. كانت هناك طبقة حاكمة إسبانية صغيرة تضم حوالي اثني عشر ألف شخص تحتكر السلطة السياسية والاقتصادية، واستخدمت القوانين والعنف للسيطرة على سكان من المستعمرة.
في عام 1517، بدأت حرب عصابات بين المستعمرين وقوات تاينو والقوات الأفريقية التي ضمها زعيم التاينو إنريكيلو. نزولاً من جبال باهوروكو مع قواته، قتل إنريكيو الإسبان ودمر المزارع والممتلكات وأعاد الأفارقة معه. عيّن التاج الإسباني الجنرال فرانشيسكو باريونويفو، وهو من قدامى المحاربين في العديد من المعارك في إسبانيا، بصفته نقيبًا لقيادة الحرب ضد إنريكيلو. اختار باريونيفو التفاوض، مدركًا أن العنف لم ينجح وأن الموارد اللازمة لمزيد من الأعمال المسلحة كانت نادرة. في عام 1533، التقى فرانشيسكو بإنريكيلو في ما يُعرف الآن بجزيرة كابريتو، في وسط بحيرة جاراجوا (تُعرف الآن ببحيرة إينريكيليو) وتوصلا إلى اتفاق سلام يمنح إنريكيليو وقواته الحرية والأرض.
وقع أول تمرد مسلح معروف من الأفارقة المستعبدين عام 1521. عشية عيد الميلاد، فر مئتي عامل مستعبد من مزرعة دييغو كولومبوس، الواقعة على نهر إيزابيلا بالقرب من سانتو دومينغو، وتوجهوا جنوبًا نحو أزوا. انضم إليهم آخرون في المزارع في نيغوا وسان كريستوبال وباني في التمرد، وأحرقوا المزارع وقتلوا العديد من الإسبان. وفقًا للسجلات الرسمية، توقف التمرد بعد ذلك في مزرعة أوكوا، بقصد قتل المزيد من البيض وتجنيد المزيد من السود والهنود المستعبدين، ثم انتقلوا إلى أزوا. بعد إطلاعه على التمرد، جند كولومبوس جيشًا صغيرًا، ركب على ظهر خيله وصرخ «سانتياغو»، متجهًا جنوبًا لمطاردة المتمردين. في غضون ذلك، دخل المتمردون في مزرعة ميلشور دي كاسترو بالقرب من نهر نيزاو حيث قتلوا إسبانيًا واحدًا ونهبوا المنزل وأطلقوا سراح المزيد من المستعبدين، بمن فيهم الهنود. واجه جيش كولومبوس المتمردين في نيزاو، أطلق الإسبان النار من  أسلحتهم ورد المتمردون بإلقاء الحجارة والحطب. بعد خمسة أيام هاجم الأسبان مرة أخرى. قبض الإسبان على العديد من المتمردين، وأُعدموهم على طول الطريق الاستعماري، لكن الكثير منهم فروا ليواجهوا هجمات في وقت لاحق، والتي قُتلوا فيها أو قُبض عليهم.